# ブルーレコード
ブルーレコードは1998年5月21日にリリースされたhàlの5thシングル。CDコードはVIDL-30230。

## 解説
- 2ndアルバム『ラブレター』からのシングルカットとなり、hàl初のリカット作品となる。なお、C/Wの2曲はアルバム未収録である。
- hàlのマキシシングルとしては2作目となる。パッケージとしてはマキシシングル扱いだが、実際は12cmスリムプラケースに、8cmのCDが封入されている。
- ジャケット写真は、当時のラフォーレ原宿の前で撮られている。

## 収録曲
1. ブルーレコード
  - 作詞：hàl／作曲・編曲：大橋伸行
2. La la la...
  - 作詞：hàl／作曲：宮川弾／編曲：Too Monks
3. ひとあしおくれの春 (Tambourine Mix) 
  - 作詞・作曲：hàl／編曲：高野勲